# Watchmen
Watchmen är en serieroman i tolv delar skapad av den brittiske författaren Alan Moore och den brittiske tecknaren Dave Gibbons. De tolv delarna publicerades första gången under perioden september 1986 till oktober 1987 av DC Comics och har sedan dess tryckts om upprepade gånger som samlingsalbum. Idén till Watchmen uppstod när Moore lade fram ett förslag till DC att han skulle använda sig av superhjältar som företaget hade köpt rättigheterna till från Charlton Comics. Eftersom Moores ursprungliga förslag skulle gjort flera av dessa rollfigurer omöjliga för framtida berättelser övertygade redaktionschefen Dick Giordano honom om att skapa egna seriefigurer istället.
Moore använde handlingen i Watchmen för att tala om samtidens rädslor och för att kritisera hela superhjältegenren. I serieromanen finns en alternativ historieskildring där superhjältar dök upp under 1940- och 1960-talen och bland annat hjälpte USA att vinna Vietnamkriget. Landet är på väg mot ett kärnvapenkrig med Sovjetunionen, frilansande maskerade vigilanter har blivit förbjudna och de flesta av de före detta superhjältarna är antingen pensionerade eller så arbetar de för staten. Handlingen kretsar främst kring ett antal superhjältars personliga utvecklingen, den kamp som utspelar sig till följd av att de undersöker mordet på en statligt anställd superhjälte och hur de tvingas ut, trots sin pensionering. Allt sammantaget leder historien till att de tvingas avvärja ett kärnvapenkrig som skulle dödat miljontals människor. 
Konstnärligt ligger fokus i Watchmen på dess struktur. Gibbons använde sig av nio-rutorssidor i stora delar av serien och lade även till återkommande symboler, som den blodstänkta gula smileyfiguren. Alla delar av serien, utom den sista, innehåller dokument som berättar mer om seriefigurernas och handlingens bakgrundshistoria, och berättelsen är sammankopplad med piratberättelsen Tales of the Black Freighter, som en av seriefigurerna läser. Watchmens struktur är icke-linjär och handlingen rör sig fritt genom tid, rymd och intriger. Serieromanen fick mycket positiv kritik och ses som ett verk som förändrade seriemediet. Efter flertal försök att återskapa handlingen för film, släppte regissören Zack Snyders filmatisering 2009.

## Bakgrund och skapelseprocess
| Alan Moore (vänster), författaren av Watchmen, och Dave Gibbons (höger), tecknaren av Watchmen. |  | Alan Moore (vänster), författaren av Watchmen, och Dave Gibbons (höger), tecknaren av Watchmen. |
| Alan Moore (vänster), författaren av Watchmen, och Dave Gibbons (höger), tecknaren av Watchmen. |  |                                                                                                 |

År 1985 införskaffade DC Comics rättigheterna till en mängd seriefigurer från Charlton Comics. Under samma period funderade serieförfattaren Alan Moore att skriva en berättelse baserad på oanvända seriefigurer som han skulle kunna göra om efter eget tycke, så som han tidigare hade gjort med Marvelman-serierna i början av 1980-talet. Han kom fram till att Archie Comics Mighty Crusaders kanske var tillgängliga för ett sådant projekt, varför han började skissa på ett mordmysterium som skulle ta sin början med att liket efter rollfiguren The Shield hittades i en hamn. Moore tyckte att det inte spelade någon större roll vilka superhjältar han slutligen använde sig av var, så länge de hade ett tillräckligt känslomässigt djup för att läsaren skulle kunna relatera till dem. På detta sätt skulle man uppnå en överraskningseffekt när man upptäckte seriefigurernas verkliga vardag, ansåg han. Moore använde detta upplägg för att skapa ett första utkast med titeln Who Killed the Peacemaker, som innehöll en Charlton-seriefigur. Utkastet skickades till DC:s redaktionschef Dick Giordano som gillade förslaget, men var tveksam till att Moore skulle använda sig av Charltons seriefigurer för ändamålet. Moore kommenterade med att säga att "DC insåg att deras dyra seriefigurer antingen skulle dö eller bli dysfunktionella." Istället övertygade Giordano Moore att fortsätta på berättelsen, fast med nya seriefigurer. Moore trodde till en början att originalfigurerna inte skulle kunna skapa några känslomässiga band till läsarna, men ändrade sig senare. Han insåg att om han gjorde sina egna seriefigurer tillräckligt bra, så att läsarna tycktes känna igen dem, kanske det skulle gå vägen ändå.
Serietecknaren Dave Gibbons, som hade samarbetat med Moore under tidigare projekt, hörde att Moore arbetade med en ny idé för en serieroman. Gibbons blev intresserad och bad att få vara med varmed Moore skickade honom ett utkast. Gibbons sade till Giordano att han ville rita serien som Moore hade föreslagit och Moore gick med på det. Gibbons anlitade koloristen John Higgins för projektet eftersom han tyckte om Higgins ovanliga stil. Higgins bodde i närheten av Gibbons, vilket gjorde att de båda hade det lätt att träffas och diskutera idéer. Len Wein blev del av  projektet som dess redaktör medan Giordano fortsatte som projektledare. Både Wein och Giordano höll sig i bakgrunden och lät konstnärerna skapa fritt. Giordano kommenterade senare sin roll med den retoriska frågan: "Vem i all sin dar vågar korrigera Alan Moores alster?".
När projekte blivit godkänt tillbringade Moore och Gibbons en dag tillsammans med att skapa figurerna, utarbeta detaljer i miljöerna och diskutera tänkbara influenser. De var båda särskilt influerade av en parodi på Stålmannen, kallad Superduperman, från satirtidningen Mad Moore hittade på seriefigurernas namn och framtoning, men överlät till Gibbons att bestämma detaljerna för deras utseende. Gibbons satte sig inte omedelbart ned för att rita figurerna utan arbetade på det under två till tre veckors tid. Gibbons formgav seriefigurerna så att de skulle vara enkla för honom att rita. Rorschach var den figur han tyckte mest om att rita för att "du behöver bara rita en hatt. Kan du rita en hatt kan du också rita Rorschach. Du ritar bara någon sorts ansiktsform och lägger till några svarta klickar och sen är du klar."
”Jag tror att jag bara tänkte: 'Det skulle vara ett bra sätt att börja en serietidning på: att låta en känd superhjälte hittas död.' Allt eftersom mysteriet nystades upp skulle vi föras djupare och djupare in i hjärtat på denne superhjältes värld och visa en verklighet som väsentligt skiljer sig från allmänhetens bild av en superhjälte.”
Moore började skriva på handlingen till serieromanen direkt. På så vis hoppades han kunna undvika samma sorts förseningar som utgivningen av Camelot 3000 tidigare råkat ut för. När Moore skrev manuset till den första delen förstod han att handlingen bara skulle räcka till sex delar, trots att de hade ett kontrakt för tolv delar. Hans lösning var att varva delarna som byggde på den sammanhängande historien med delar som byggde på de olika figurerna. Moore skrev väldigt detaljerade manuskript som Gibbons arbetade utifrån. "Manuskriptet till den första utgåvan av Watchmen tror jag var på 101 sidor maskinskriven text, med enkelt radavstånd och inga mellanrum mellan de enskilda beskrivningarna av serierutorna eller ens mellan sidorna för den delen.", har Gibbons senare berättat. Han förklarade att det tog ganska mycket organisering för honom innan han faktiskt kunde sätta sig ned och rita. Trots Moores detaljerade manuskript brukade hans beskrivningar av serierutorna ofta sluta med kommentaren: "Om det här inte fungerar så gör det som fungerar bäst." Likväl arbetade Gibbons på enligt Moores instruktioner. Gibbons hade väldigt fria tyglar i sitt konstnärliga arbete med Watchmen och lade ofta till bakgrundsdetaljer som Moore erkände att han inte såg förrän senare. Moore kontaktade ibland sin kollega Neil Gaiman för att få råd och för att få citat han kunde använda i de olika delarna av serieromanen.
Trots planeringen meddelade Moore i november 1986 att det förmodligen skulle bli förseningar i lanseringen av de olika delarna. När den femte delen var ute för försäljning arbetade Moore fortfarande med den nionde delen. Gibbons har berättat att en av de största anledningarna till förseningarna var att manuskripten levererades ett och ett, efter varandra. Takten saktades även ned under arbetet med den fjärde delen och Gibbons och Moore arbetade då "med enstaka sidor i taget. Jag brukade få tre sidor manus från Alan [Moore] och då ritade jag dessa och sedan, mot slutet, ringde jag honom och sa: 'Ge mig mer!' och han skickade då ytterligare två eller tre sidor eller kanske en sida eller ibland sex sidor." När skaparna började närma sig en tidsgräns brukade Moore ta en taxi och åka de 80 kilometerna för att personligen leverera manuskripten till Gibbons. För de sista delarna av Watchmen fick Gibbons hjälp av sin fru och son att rita vissa av serierutornas ramar för att spara tid. Moore kortade även ner ett av Ozymandias tal – där han förhindrar en smygattack av Rorschach – för att Gibbons inte kunde få plats med all dialog på enbart en sida.
Mot slutet av projektet insåg Moore att berättelsen hade vissa likheter med avsnittet "The Architects of Fear" ur TV-serien The Outer Limits från 1963. Moore ansåg att detta krävde att slutet skulle skrivas om vilket  Wein motsatte sig, men till slut fick Moore sin vilja igenom. TV-avsnittet uppmärksammades i den sista delen av serieromanen genom en referens. Moore har sagt att efter att han var klar med Watchmen bestämde sig för att aldrig skriva en sådan komplex berättelse igen eftersom han ansåg att det bara skulle bli löjeväckande.

## Berättelse
Watchmen utspelar sig i en alternativ verklighet, snarlik 1980-talet, med största skillnaden att superhjältar existerar. Den historiska avvikelsen äger rum 1938 och i det USA som existerar i Watchmen har historiska händelser som Vietnamkriget och Richard Nixons presidentskap påverkats. Serien är realistiskt uppbyggd på så sätt att även om vigilanterna i Watchmen kallas för "superhjältar" är det bara en av dem – Dr. Manhattan – som har tydliga övernaturliga förmågor. Dr. Manhattans blotta existens gör att USA har ett strategiskt övertag jämfört med Sovjetunionen, vilket lett till att förhållandet mellan de båda supermakterna är spänt. Så småningom blir superhjältarna impopulära, både bland polisen och allmänheten vilket 1977 resulterar i en ny lag. Keene-lagen förbjuder uttryckligen alla superhjältar. De flesta av superhjältarna går då i pension, men Dr. Manhattan och The Comedian anställs av den amerikanska staten medan Rorschach fortsätter sitt vigilantarbete utanför lagens ramar.

### Handling
I oktober 1985 undersöker polisen i New York mordet på Edward Blake, men då de inte har några direkta ledtrådar väljer den maskerade vigilanten Rorschach att undersöka mordet på egen hand. Rorschach upptäcker att Blake egentligen var The Comedian, en maskerad superhjälte anställd av den amerikanska staten. I och med detta tror sig Rorschach ha stött på en plan för att göra sig av med alla maskerade superhjältar. Han bestämmer sig för att varna fyra av sina pensionerade vigilantvänner: Daniel Dreiberg (alias Nite Owl), den övernaturlige och emotionellt frånkopplade Dr. Manhattan och hans flickvän Laurie Juspeczyk (alias Silk Spectre) samt den framgångsrike affärsmannen Adrian Veidt (alias Ozymandias). Efter Blakes begravning anklagas Dr. Manhattan under en nationell TV-sändning för att vara orsaken till att hans nära och kära har drabbats av cancer. När den amerikanska staten väljer att tro på dessa anklagelser placerar Dr. Manhattan sig själv i exil på planeten Mars. I och med detta ändras det politiska läget i världen och Sovjetunionen väljer att invadera Afghanistan. Rorschachs paranoida konspirationsteorier verkar stämma då Veidt överlever ett mordförsök av en lönnmördare och Rorschach själv anklagas och fängslas för att ha mördat sin tidigare ärkefiende Moloch.
Före Dr. Manhattan satte sig själv i exil valde Juspeczyk att lämna honom, då hon kände sig åsidosatt i deras förhållande, och hon väljer att istället flytta in med Dreiberg. De bestämmer sig för att återuppta sitt vigilantarbete och de inleder en kärleksrelation. Dreiberg börjar tro på vissa delar av Rorschachs konspirationsteorier, och Dreiberg och Juspeczyk lyckas frita Rorschach från fängelset. Efter att ha studerat sin egen historia väljer Dr. Manhattan att teleportera Juspeczyk till Mars för att bli känslomässigt involverad i människornas liv igen. Under deras samtal framkommer det att Blake, som en gång försökte våldta Juspeczyks moder, är hennes biologiska far från ett senare tillfälle, då de blivit ett par. Detta påvisar människornas känslomässigt komplexa natur för Dr. Manhattan och hans intresse för mänskligheten väcks åter till liv. 
På jorden fortsätter Nite Owl och Rorschach att undersöka konspirationerna runt The Comedians död och även de anklagelser som fick Dr. Manhattan att försätta sig i exil. De upptäcker bevis för att Veidt kan ligga bakom allting. Rorschach skriver ned sina misstankar i en dagbok och skickar denna till New Frontiersman (vilket är en mindre, politiskt högervinklad dagstidning i New York). De båda åker nu till Antarktis, dit Veidt har dragit sig undan, för att konfrontera honom. Veidt förklarar att hans plan var att rädda mänskligheten från ett stundande kärnvapenkrig mellan USA och Sovjetunionen genom att iscensätta en falsk utomjordingsinvasion av New York, vilken skulle utplåna hälften av stadens invånare. Hans förhoppning är att detta skulle ena världens befolkning i kampen mot en gemensam fiende. Han förklarar även vidare att det var han som mördade The Comedian, mutade Dr. Manhattans nära och kära att anklaga honom för att vara cancerframkallande, iscensatte ett mordförsök på sig själv (för att inte bli misstänkliggjord) och slutligen var det även han som mördade Moloch och fick Rorschach beskylld för dådet. Veidt gjorde allt detta för att hans plan inte skulle avslöjas. Efter att ha kallat Veidts logik för "osympatisk" och "avskyvärd" försöker Nite Owl och Rorschach stoppa honom, men de märker snart att han redan har satt sin plan i verket.
När Dr. Manhattan och Juspeczyk återvänder till jorden möts de av massförstörelse och död i New York. Dr. Manhattan märker att hans krafter är begränsade på grund av takyoner som verkar komma från Antarktis och han och Juspeczyk teleporterar sig dit. De upptäcker Veidts inblandning i det hela och väljer att konfrontera honom. Veidt sätter då på nyhetssändningar som påvisar att de interna, globala striderna på jorden har upphört och att det nu istället har skett ett samarbete mot ett gemensamt hot, nämligen utomjordingarna. Detta får de flesta närvarande att komma överens om att det bästa de kan göra är att hålla Veidts inblandning i det hela hemligt, för att låta världen stå enad. Rorschach vägrar att kompromissa och lämnar byggnaden med avsikten att berätta sanningen, men när han är på väg tillbaka blir han konfronterad av Dr. Manhattan. Rorschach säger till Dr. Manhattan att han är tvungen att döda honom för att stoppa honom från att berätta sanningen om Veidt och Dr. Manhattan svarar då med att eliminera Rorschach. Dr. Manhattan går sedan tillbaka in i byggnaden där Veidt frågar honom om han gjorde det rätta i slutändan. Dr. Manhattan svarar med att säga att "inget tar någonsin slut" innan han lämnar jorden för att finna en annan galax att leva i. Dreiberg och Juspeczyk väljer att anta andra identiteter och gå under jorden, där de fortsätter med sin kärleksrelation. 
Tillbaka i New York beklagar sig redaktören på New Frontiersman över att tvingas dra tillbaka en artikel om Sovjetunionen på grund av det nya politiska klimatet. Han ber sin assistent att hitta något att fylla ut tidningen med från lådan över inskickat material (den så kallade "knäpplådan"), som innehåller material som ofta refuserats innan det ens blivit granskat. Serien slutar med att assistenten sträcker sig mot detta material och på toppen av högen ligger Rorschachs inskickade dagbok.

## Seriefigurer

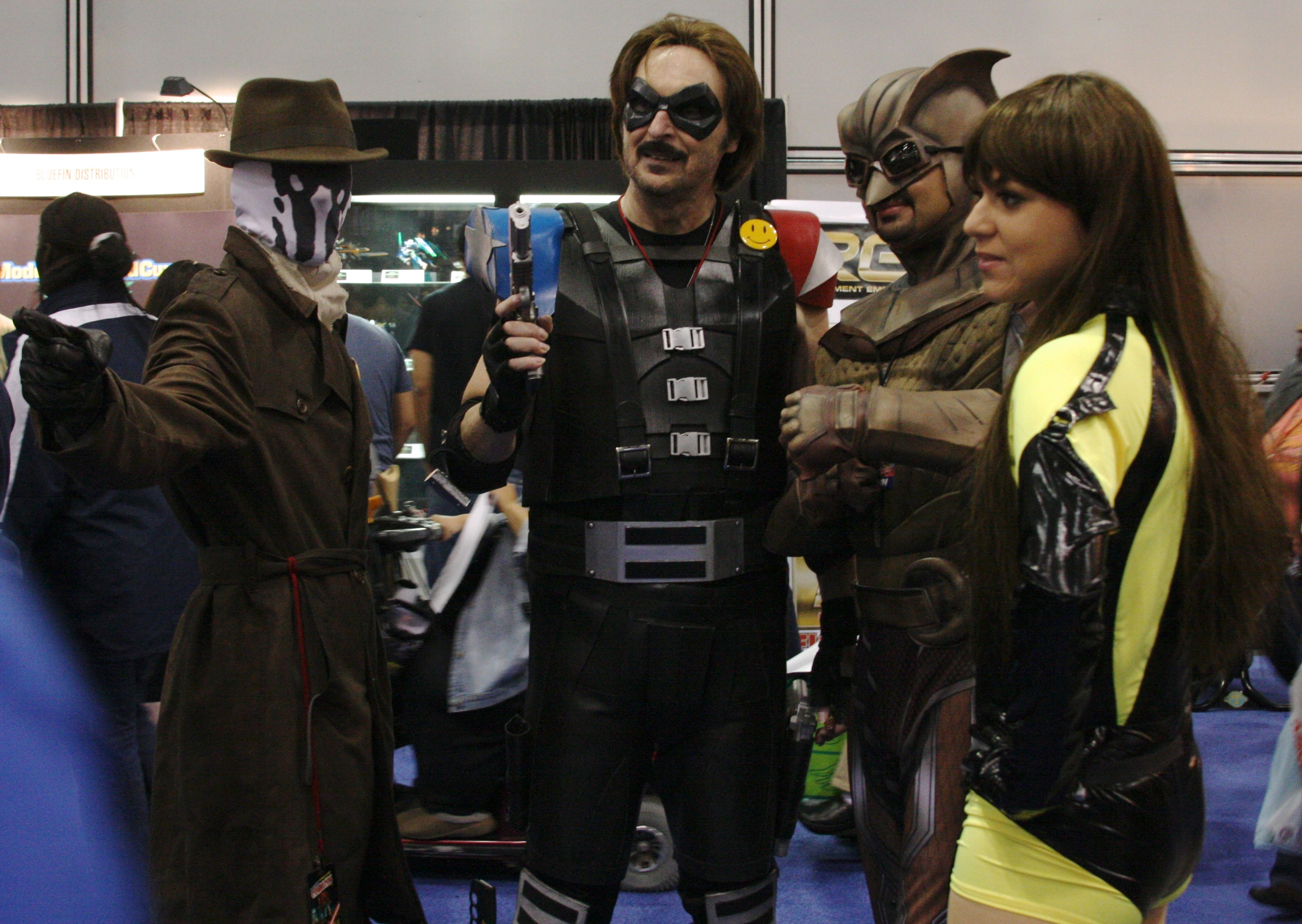
Från vänster: Cosplay av Rorschach, The Comedian, Nite Owl och Silk Spectre.

Moores avsikt med Watchmen var att skapa fyra eller fem radikalt motstående sätt att uppfatta världen på och att ge läsarna möjligheten att välja vilket de tyckte var den mest förståeliga, ur ett moraliskt perspektiv. Moore trodde inte på att "trycka ned uppstötta moralkakor" i läsarnas halsar utan försökte istället att visa superhjältarna i en mer ambivalent skepnad. Moore sade att han ville visa upp den osminkade versionen av seriefigurerna; han ville visa att de värsta av dem hade några positiva sidor och att även de bästa av dem hade sina fel.
- Edward "Eddie" Morgan Blake / The Comedian (på svenska tidigare kallad Komikern, Skämtaren, Komedianten eller Humoristen[20]): En av de två superhjältarna (den andra är Dr. Manhattan) som arbetade åt den amerikanska staten även sedan Keene-lagen, som förbjöd superhjältar, hade trätt i kraft 1977. Mordet på honom, som ägde rum strax innan den första delen tar vid, var det som satte Watchmen i rörelse. The Comedian framträder i flera av tillbakablickarna genom berättelsens gång och hans personlighet avslöjas främst av andra rollfigurer.[19] The Comedian var baserad på Charlton Comics-figuren Peacemaker, där vissa element av Marvel Comics-figuren Nick Fury har lagts till. Moore och Gibbons har beskrivit The Comedian som "en sorts Gordon Liddy-figur fast mycket större och tuffare."[2][en 9] Författaren Richard Reynolds beskriver The Comedian som hänsynslös, cynisk och nihilistisk, men att han ändå är mer kapabel till djupare insikter än de andra förklädda vigilanterna.[19] Även om han försökte våldta den första Silk Spectre på 1940-talet avslöjas det i den nionde delen att han är pappa till Laurie Juspeczyk, vilket skedde genom ett senare och samstämmigt förhållande.[21]

- Dr. Jonathan "Jon" Osterman / Dr. Manhattan: En övernaturlig varelse som fick förmågan att kunna kontrollera all materia efter att han 1959 blev instängd i en så kallad Intrinsic Field Subtractor (benämnd "testkammaren" i den svenska översättningen). Dr. Manhattan var baserad på Charlton Comics-figuren Captain Atom, som enligt Moores första utkast var omgiven av en skugga av kärnvapenhot. Dock kände Moore att han kunde göra mer med Dr. Manhattan om han var "en sorts kvantsuperhjälte"[en 10] än han någonsin skulle kunnat göra med Captain Atom.[2] I kontrast till de andra superhjältarna, som saknar en vetenskaplig grund till sin existens, ville Moore djupdyka ner i kärnfysik och kvantmekanik när han skapade Dr. Manhattans personlighet. Moore antog att en seriefigur som levde i ett kvantuniversum inte skulle uppfatta tiden ur ett linjärt perspektiv, vilket skulle påverka dess förnimmelse om mänskliga affärer. Moore ville dock undvika att skapa en helt känslokall figur, likt Spock från Star Trek, så han lät Dr. Manhattan ha kvar sina mänskliga attribut, men gjorde så att han istället skulle växa ifrån både dessa och människor i allmänhet.[8] Gibbons hade tidigare skapat den blå seriefiguren Rogue Trooper och han motsatte sig att färglägga Dr. Manhattan blå då han kände att blått hade samma färgton som hud, men att det hade en annan nyans. Moore arbetade dock in färgen i berättelsen och Gibbons noterade senare att det var resten av serieromanens färgschema som gjorde Dr. Manhattan unik.[22] Moore mindes att han var osäker på om DC skulle tillåta att seriefiguren var helt naken, vilket delvis påverkade hans sätt att presentera Dr. Manhattan.[3] Gibbons ville vara smakfull i sitt sätt att skildra Dr. Manhattans nakenhet och han valde noga ut när han skulle visas upp utan kläder och Gibbons bestämde sig även för att ge honom ett mindre könsorgan, likt de på antika statyer, för att läsarna till en början inte skulle lägga märke till det faktum att seriefiguren var naken.[23] I pannan har Dr. Manhattan själv ristat in elektronkonfigurationen för väte, en symbol han har respekt för.[24]

- Daniel "Dan" Dreiberg / Nite Owl: En pensionerad superhjälte som använder uggleinspirerade utstyrslar och tillbehör. Nite Owl var baserad på Charlton Comics-figuren Blue Beetle, då närmare Ted Kord-versionen av denna seriefigur. Likt hur Kord hade en föregångare valde Moore att även ha med en tidigare superhjälte under namnet Nite Owl (då använt av den pensionerade polisen/bilmekanikern Hollis Mason) i Watchmen.[2] Medan Moore skapade anteckningar om seriefiguren åt Gibbons valde Gibbons att ge Mason ett namn och en utstyrsel som han själv hade skapat när han var tolv år gammal.[23] Reynolds har noterat att trots att Nite Owl är baserad på Blue Beetle är hans modus operandi mer likt Batmans.[25] Enligt författaren Geoff Klock påvisar Nite Owls civila form att han är en impotent, medelålders Clark Kent.[26] Författaren Nicholas Michael Grant beskriver Nite Owl som en briljant uppfinnare, respekterad akademiker och miljonär, som trots alla sina prestationer i livet är inåtvänd, har lågt självförtroende och lider av ensamhet.[27]

- Adrian Veidt / Ozymandias: Veidt inspirerades av Alexander den store och var en gång superhjälten Ozymandias, men han har sedan dess valt att istället lägga ned all sin tid på att driva sitt eget företag. Veidt tituleras ofta som "den smartaste människan i världen", något han säger sig vara stolt över om det bara inte hade varit denna värld det gällde. Veidt är även självutnämnd pacifist och vegetarian. Ozymandias var baserad på Charlton Comics-figuren Peter Cannon, Thunderbolt; Moore har sagt att han gillade idén om en seriefigur som använder hundra procent av sin hjärna och som har fullständig kontroll över sin fysiska och mentala hälsa.[2] Reynolds noterade att genom Veidts initiativ att "hjälpa" världen uppvisade han flera attribut som en skurk brukar ha i en serie och på vissa plan klassas han som just antagonisten i Watchmen,[28] även om Veidt gärna ser sig själv som en utilitarist. Gibbons har sagt att "en av hans [Veidts] värsta synder var att han såg ned på resten av mänskligheten; att han nedvärderade den".[29][en 11]

- Walter Joseph Kovacs / Rorschach: En vigilant som använde sig av en ansiktsmask som bestod av ett symmetriskt, men ständigt föränderligt bläckmönster[30]. Rorschach var den enda av superhjältarna i Watchmen som fortsatte att bekämpa brott även efter Keene-lagen antagits, trots att detta ger honom status som fredlös. Moore har sagt att han med Rorschach försökte komma på den ultimata Steve Ditko-figuren; alltså någon som hade ett roligt namn, vars efternamn började med ett "K" och som hade en udda designad ansiktsmask. Moore baserade Rorschach på Ditkos seriefigur Mr. A[12] samt på Charlton Comics-figuren The Question.[2] Författaren Bradford W. Wright har beskrivit Rorschachs världsuppfattning som ett antal svarta och vita värden som kan anta många olika former, men som aldrig får den gråa färgen (precis som det bläckplumpstest som är hans namne) och han har därför uppfattats som både misantropisk[31] och nihilistisk.[30] Rorschach uppfattade existensen som slumpmässig och, enligt Wright, gjorde detta att seriefiguren var "fri att 'skapa [sin] egen design' i en 'moraliskt tom värld'."[32][en 12] Moore har sagt att han inte förutsåg Rorschachs död förrän i den fjärde delen när han förstod att hans motvilja att kompromissa skulle leda till hans undergång.[8]

- Laurel "Laurie" Jane Juspeczyk / Silk Spectre: Dottern till Sally Jupiter (den första Silk Spectre, med vilken hon har en spänd relation) och Edward Blake (alias The Comedian). Hon var Dr. Manhattans flickvän under flera års tid, men lämnade honom för att istället inleda ett förhållande med Dreiberg (alias Nite Owl). Även om Silk Spectre är baserad på Charlton Comics-figuren Nightshade var Moore aldrig särskilt imponerad av denna utan valde istället att hämta mer inspiration från hjältinnor såsom DC Comics-figuren Black Canary och Quality Comics-figuren Phantom Lady.[2]

## Konststil och bildkomposition
Moore och Gibbons designade Watchmen för att visa upp seriemediets unika kvaliteter och för att belysa dess styrkor. I en intervju från 1986 sade Moore: "Vad jag gillar att utforska är de områden där seriemediet lyckas, där inga andra medier är kapabla att fungera" och han betonade detta genom att jämföra seriemediet med filmmediet. Moore har även sagt att Watchmen var utformad att bli läst fyra eller fem gånger eftersom några av kopplingarna och antydningarna först blir uppenbara efter upprepade genomläsningar. Gibbons har sagt att "[s]åsom det fortskred handlade Watchmen mycket mer om att berätta [en berättelse] än själva berättelsen i sig. Den största dragningskraften med berättelsen hänger upp sig på en så kallad 'macguffin', en gimmick [...] Så egentligen har själva handlingen i sig inte så stor betydelse [...] Det är inte det mest intressanta med Watchmen. Då vi kom för att berätta en berättelse är det där som den riktiga kreativiteten tar vid".
Gibbons har sagt att han medvetet konstruerade det visuella utseendet av Watchmen så att varje sida i sig skulle kunna identifieras som en del av precis denna serieroman och inte som någon annan serietidning. Han lade ner mycket tid på att rita seriefigurena på ett så unikt sätt som möjligt, för att de skulle sticka ut jämfört med andra serietidningar. Gibbons försökte rita serien med en viss tonvikt på linjer, användandes en hård och styv penna som inte hade för mycket modulering vad det gällde tjockhet eller smalhet, vilken han hoppade skulle särskilja stilen från de vanliga, släta typerna av serietidningslinjer. I en intervju från 2009 mindes Moore att han drog nytta av Gibbons skolning som besiktningsman för att kunna inkludera otroliga mängder med detaljer i varenda serieruta. Gibbons har beskrivit Watchmen som en serie om serier och han har sagt att "Alan [Moore] är mer delaktig i de sociala implikationerna [om närvaron av superhjältar] och jag har blivit mer involverad i de tekniska implikationerna." Då handlingen äger rum i en alternativ värld kunde Gibbons ändra detaljer på det amerikanska landskapet såsom att han lade till elbilar, ändrade vissa byggnaders utseende och hade med elposter istället för brandposter. Moore kommenterade genom att säga att detta kanske ger de amerikanska läsarna en chans att se sin egen kultur på samma sätt som en utomstående gör. Gibbons har även sagt att upplägget var befriande för honom eftersom han inte var tvungen att förlita sig på referenslitteratur.

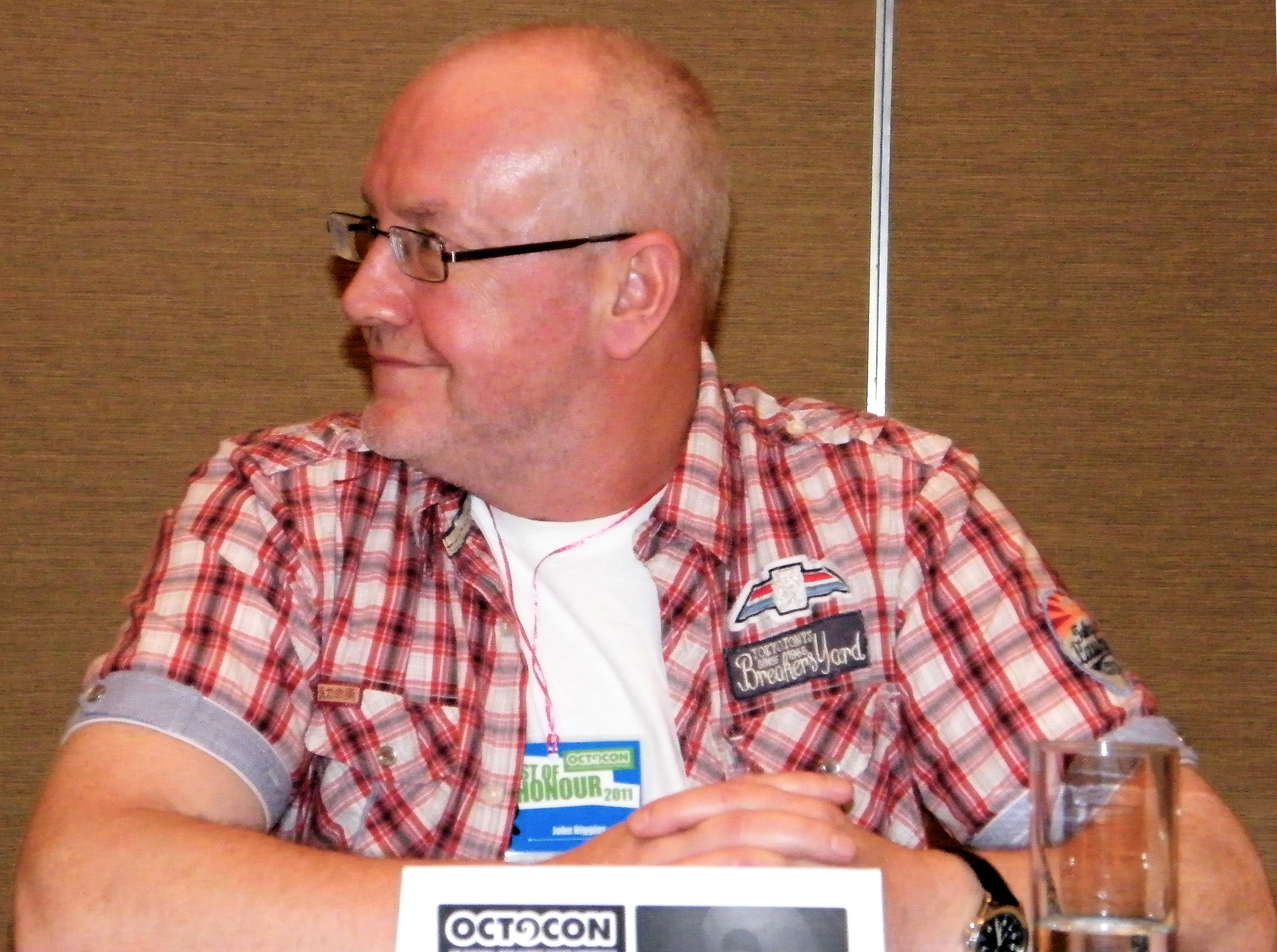
Koloristen John Higgins valde att färglägga Watchmen på ett mer europeiskt sätt, där han använde matta färger.

Koloristen John Higgins använde en mall som var mer "temperamentsfull" och som förespråkade sekundära färger. Moore har sagt att han "alltid har älskat [John Higgins] färgläggning, men jag har alltid sett honom som en airbrush-kolorist", vilket Moore inte var särskilt förtjust i. På grund av detta valde Higgins att färglägga Watchmen på ett mer europeiskt sätt där han använde matta färger. Moore har noterat att Higgins var särskilt uppmärksam på ljussättningen och de subtila färgskiftningarna. I del sex började Higgins använda "varmare och mer muntra" färger för att sedan gradvis göra dessa färger mörkare, vilket i sig gav berättelsen en mörk och dyster känsla. Higgins själv har sagt att hans färgläggning påverkades av en resa han gjorde till New York 1984, där han hämtade inspiration till färgvalen såsom neonrosa och bländande grönt.

### Struktur

Sidupplägget i mitten av den femte delen "Fearful Symmetry".

Ur ett strukturperspektiv avvek Watchmen från normen som existerade i serietidningar på den tiden, särskilt vad det gällde serierutornas upplägg och färgläggning. Istället för att serierutorna ändrade storlek från sida till sida valde Moore och Gibbons att använda sig av nio-rutorssidor, vilket Gibbons förespråkade på grund av dess "auktoritet". Moore accepterade även detta format vilket, enligt Gibbons, "gav honom [Moore] en viss känsla av kontroll över sitt berättande; något han inte haft innan. Han kunde förutspå vissa taktelement och även den visuella inverkan de hade och därigenom använda sig av en dramatisk effekt". Bhob Stewart från The Comics Journal sade 1987 till Gibbons att sidornas upplägg och konststil påminde honom om dem från EC Comics, vilket Stewart tyckte liknade John Severins arbete. Gibbons höll med om liknelsen till EC Comics upplägg och han sade att detta var avsiktligt gjort. Han tyckte dock inte att hans arbete liknade det av Severin utan snarare Harvey Kurtzman, men att det var tillräckligt förändrat för att ge det ett unikt utseende. Gibbons nämnde även Steve Ditkos tidiga arbete med Spindelmannen som en influens, likväl som hans arbete med Doctor Strange, där Gibbons sade att även under Ditkos mest psykedeliska tillstånd lyckades han på ett genomgående sätt hålla sidornas upplägg konsekventa.
Framsidorna på de olika delarna är utformade så att de fungerar som den första serierutan till just den delens berättelse. Gibbons har sagt att "[f]ramsidan på Watchmen är från den riktiga världen och den ser ganska verklig ut, men sedan börjar den att förvandlas till en serietidning – en portal till en annan dimension". Framsidorna på de olika delarna var designade som närbilder, där fokus enbart låg på någon enskild detalj och där inga mänskliga attribut var närvarande. Moore och Gibbons experimenterade ibland med upplägget i de olika delarna. Gibbon ritade del fem, "Fearful Symmetry", så att de första sidorna reflekterar de sista (vad det gäller bilddispositionen) och där de följande sidorna reflekterar varandra fram till mitten av delen, där sidupplägget är mer eller mindre helt symmetriskt.
I slutet av varje del, med undantag från den sista delen, ges kompletterande information om seriefigurerna och deras bakgrundshistorier (i form av tidningsartiklar, brev, bokkapitel och rapporter) och alla är skrivna av Moore. DC hade problem att få in reklamannonser i Watchmen, vilket resulterade i att de olika delarna fick ett överskott på åtta till nio sidor. DC planerade då att fylla ut de tomma sidorna med husannonser och längre kolumner med inskickade brev, men redaktören Len Wein tyckte inte att detta var en så bra idé. Wein bestämde istället att fylla ut sidorna med just bakgrundshistorier som var relaterade till serieromanen. Moore kommenterade det hela med att säga: "När vi arbetade med del tre, fyra och så vidare tyckte vi att serieromanen såg bra ut utan en massa sidor med inskickade brev. Det såg mindre ut som en serietidning, vilket gjorde att vi valde att fortsätta med den stilen."

### Tales of the Black Freighter
Watchmen innehåller en metaberättelse i form av Tales of the Black Freighter, vilket är en fiktiv serietidning ur vilken inklippta serierutor syns i delarna tre, fem, åtta, tio och elva. Denna fiktiva serietidning innehåller berättelsen "Marooned" och läses av en ung man vid namn Bernie i New York. Moore och Gibbons skapade en sjörövarhistoria eftersom de kände att rollfigurerna i Watchmen upplevde superhjältar på en daglig basis och att de därför förmodligen inte skulle vara särskilt intresserade av att läsa serietidningar om sådana. Gibbons föreslog ett sjörövartema och Moore höll med då han var ett stort fan av Bertolt Brecht; Tales of the Black Freighter anspelar nämligen på låten "Sjörövar-Jennys visa" från Brechts och Kurt Weills musikteaterpjäs Tolvskillingsoperan. Moore teoretiserade hela existensen av superhjältar med att säga att eftersom de existerar som objekt att vara rädda för, men samtidigt även att håna, blir de snabbt impopulära att göra serietidningar om. Därför ansåg han att genrer såsom skräck, science fiction och i synnerhet sjörövarhistorier blir mer framträdande. Moore kände även att just bildspråket i sjörövarhistorierna är så rikliga och mörka att de står i perfekt kontrast med världen som existerar i Watchmen. Moore expanderade sedan handlingen så att berättelsen även inkluderade undertexter och allegorier. Den supplementära artikeln som i detalj beskriver Tales of the Black Freighter, i slutet av del fem, nämner den verklige illustratören Joe Orlando som en stor bidragsgivare till serien. Moore valde Orlando för att han kände att eftersom sjörövarhistorier var populära i världen som existerar i Watchmen skulle nog DC:s redaktör Julius Schwartz ha lockat över Orlando till DC för att rita just sjörövarhistorier. Orlando bidrog med en teckning som fungerade som en fiktiv helsida till Tales of the Black Freighter.
I "Marooned" följer läsarna en ung sjöman, som överlevt förstörelsen av sitt skepp, på en resa tillbaka till sin hemstad. Han ska där varna invånarna för skeppet Black Freighter som är på väg dit. Han använder liken av sina döda vänner för att bygga sig en flotte på vilken han tar sig hem. Väl hemma tror han att hans hemstad redan är ockuperad av Black Freighters besättning. Han mördar ett oskyldigt par på stranden och tar sig sedan hem till sitt hus där han attackerar sin egen fru, då han misstar henne för att vara en sjörövare. När han förstår vad han gjort återvänder han ner till stranden, där han kommer underfund med att Black Freighter inte har kommit för att göra anspråk på staden; det har kommit för att göra anspråk på honom. Han simmar ut till havs och går ombord på skeppet. Enligt Reynold är sjömannen tvingad att stressa på i sitt uppdrag, vilket leder till att han släpper den ena hämningen efter den andra och att han precis som Adrian Veidt (alias Ozymandias) hoppas kunna undvika en katastrof genom att använda liken efter sina forna kamrater för att nå sitt mål. Moore har sagt att The Black Freighter blir en sorts beskrivning av Veidts öde och att den även kan ses i relation med andra stycken av Watchmen såsom Rorschachs tillfångatagande och Dr. Manhattans exil på Mars.

### Symbolik och bildspråk
Moore har nämnt William S. Burroughs som en av hans största influenser under arbetet med Watchmen. Han beundrade Burroughs upprepade användning av symboler, som senare skulle bli fyllda med mening, i Burroughs enda seriestripp "The Unspeakable Mr. Hart", som publicerades i den brittiska tidskriften Cyclops. Inte alla de intertextuella länkarna i serien var planerade av Moore, som har sagt att det fanns saker som Gibbons hade lagt dit som han själv inte upptäckte förrän vid den sjätte eller sjunde genomläsningen.

Den blodstänkta gula smileyfiguren förknippas med Watchmen.

En blodstänkt gul smileyfigur är en återkommande symbol under berättelsens gång och den finns med i flera olika former. Serieforskaren Thierry Groensteen har beskrivit symbolen som ett motiv som skapar rim och reson i berättelsen eftersom den syns i extra viktiga segment såsom på den första och sista sidan av serieromanen. Groensteen benämner smileyfiguren som ett återkommande geometriskt motiv på grund av sin symboliska konnotation. Gibbons skapade smileyfiguren som en pin till The Comedian för att på så sätt göra hans personlighet mer lättsam. Droppen av blod som rinner ner över smileyfigurens anlete antyder hans mord. Gibbons har sagt att Moore har kommit att se den blodstänkta smileyfiguren som en symbol för hela serien och att dess likhet till domedagsklockan som närmar sig midnatt har noterats. Moore hämtade inspiration från behavoristiska psykologitester som förklarade smileyfiguren som en fullständigt oskyldig symbol. Då blodsdroppen lades till förändrades symbolen drastiskt och den tolkades nu istället som både radikal, men samtidigt så enkel att den fick pryda den första delens framsida. Trots att de flesta anspelningarna på smileyfiguren var skapade med mening fanns det vissa som kom till av en ren slump. Moore nämnde särskilt att om man vänder kontakterna på elposterna upp och ned kommer man att se en liten smileyfigur.
Andra symboler, bilder och allusioner som dyker upp under series gång var ofta oförutsedda. Moore har sagt att saken med Watchmen är att det bara är en massa små delar av synkronicitet som dyker upp lite här och var. Ett oavsiktligt tema som Gibbons noterade var kontrasten mellan det världsliga och det romantiska, där han främst tänkte på sexscenerna mellan Nite Owl och Silk Spectre som först skedde på en soffa och sedan högt uppe i Nite Owls luftfarkost. I en bok om nedslagskratrar och stenblock på Mars upptäckte Gibbons ett fotografi av Galle-kratern, vilken liknar ett leende ansikte, som han och Moore arbetade in i en av delarna av serieromanen. Moore har sagt att vissa av dessa symboler och detaljer genererade sig själva som av magi och han nämner då särskilt att namnet på låsföretaget i Watchmen är Gordian Knot Lock Company.

## Teman

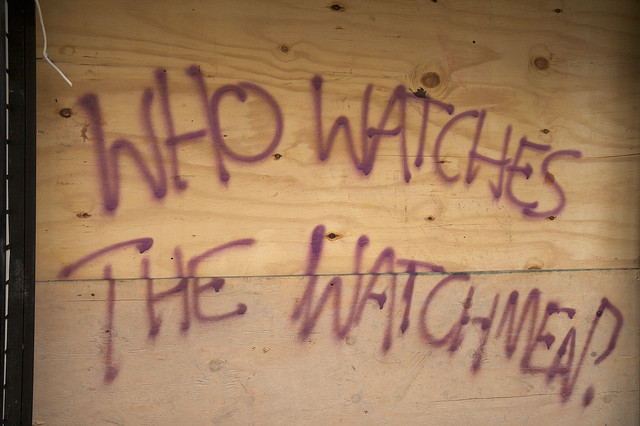
"Who watches the watchmen?" (på svenska: "Vem vaktar väktarna?") är ett återkommande tema i Watchmen.

Berättelsens ursprungliga handling skulle utforska hur superhjältar hade uppträtt i en riktig värld. Allteftersom handlingen blev mer komplex har Moore sagt att Watchmen handlar om makt och idén om hur övermänniskan manifesteras i samhället. Titeln på serieromanen grundar sig i uttrycket "Vem vaktar väktarna?" (på engelska: "Who watches the watchmen?"); dock sade Moore i en intervju från 1986 att han inte visste varifrån detta uttryck kom. Efter att ha läst denna intervju informerade författaren Harlan Ellison Moore om att uttrycket var en översättning av det latinska ordspråket "Quis custodiet ipsos custodes?", som tillskrivs den romerske diktaren Juvenalis. Året därpå sade Moore i en intervju att i relation till Watchmen passar uttrycket bra in. Han har även sagt att under tiden som han skrev manuset till serieromanen lyckades han rensa bort alla sina nostalgiska känslor för superhjältar och istället fann han intresse för riktiga mänskliga varelser.
Författaren Bradford Wright beskrev Watchmen som "Moores dödsruna för hjältekonceptet i allmänhet och för superhjältekonceptet i synnerhet." Då Moore valde att sätta superhjältarna i en samtida sociologisk kontext skrev Wright att rollfigurerna i Watchmen var Moores tillrättavisning av dem som satte sin tillit till "hjältar" och ledare för att skydda världens öde. Han tillade även att idén om att lita på dessa ikoner var som att ge upp sitt personliga ansvar till "Reagan-typerna, Thatcher-typerna och alla de andra ledarna som skulle rädda oss och kanske förstöra världen under processens gång". Moore sade i en intervju från 1986 att han inte ville att Watchmen skulle ses som antiamerikansk utan snarare "anti-Reaganistisk", eftersom han kände att det USA Ronald Reagan styrde trodde sig vara oövervinnligt. Trots att Moore ville skriva om maktpolitik och de oroande tiderna han levde i valde han att placera handlingen i en alternativ verklighet, då han var rädd att vissa läsare skulle bli ointresserade om han valde att attackera en ledare som de såg upp till. Moore har även sagt att han medvetet försökte skapa något som skulle få folk att känna sig illa till mods.
Filosofen Iain Thomson utnämnde Watchmen till den serieroman som fick hela seriemediet att mogna. Han skrev i sin uppsats "Deconstructing the Hero" att berättelsen lyckades med detta genom att utveckla superhjältarna till en sådan form att hela hjältekonceptet devalverades och på detta sätt uppmanades läsarna att reflektera över denna betydelse från flera olika synvinklar. Thomson skrev även att nästan alla av superhjältarna delade ett nihilistisk synsätt på världen och att detta synsätt presenterades av Moore som den enkla och osminkade sanningen för att därigenom devalvera de blivande hjältarnas slutgiltiga motivation. Han nämnde även att berättelsen är skapad på ett sådant sätt att läsaren inte kan hjälpa att fundera på om världen inte hade sett bättre ut om det inte fanns några superhjältar alls och att själva devalveringen av hjältekonceptet föreslår att tiden för superhjältar har passerat.
Reynolds fastslår att då några riktigt klara antagonister saknas i berättelsen tvingas superhjältarna i Watchmen att konfrontera flera obegripliga sociala och moralistiska angelägenheter, något han inte anser brukar ske i superhjältekonceptet i sin vanliga mening. Reynolds kallade Watchmen för antingen den sista i sitt slag vad gäller superhjälteserier eller den första i en ny mognad av genren.
Klock undvek att använda sig av ordet "devalvering" när han beskrev Watchmen, för att istället benämna den som en uppdatering av superhjältegenren. Han ansåg att Watchmen (tillsammans med Frank Millers verk Batman – mörkrets riddare) var de första i sitt slag, vad det gäller serietidningar, och att de påvisar övergången av superhjältegenren från fantasy till litteratur. Han utvecklade argumentet med att skriva att "Alan Moores realism [...] utför en sorts 'kenosis' mot andra serietidningar [...] [vilket] inte förädlar eller förstärker hans seriefigurer [...] Istället skickar den en sorts störningsvåg tillbaka till andra serietidningar inom samma genre." Först och främst syftar Klock på Moores utforskning av de ofta sexuella motiven som superhjältarna har i sin vigilantism och att dessa bryter mot den norm som tidigare funnits vad det gäller serietidningar inom superhjältegenren. Klock relaterar även titeln till Juvenalis citat för att belysa de problem som uppstår när man ska försöka kontrollera de som besitter makt. Det dekonstruktiva slaget som Watchmen är uppbyggd av gör att Klock drar en parallell mellan Moores "kenosis" och Adrian Veidts/Ozymandias sätt att först förstöra världen för att sedan bygga upp sin tänkta utopi.
Moore har uttryckt förfäran över att "[d]en smutsiga, dekonstruktiva [och] postmoderna superhjälteserien, som exemplifieras av Watchmen [...] blev en genre i sig." Han sade i en intervju från 2003 att "till viss grad har det, under de senaste 15 åren sedan Watchmen släpptes, kommit ut en hemskt massa serietidningar som hängiver sig till den grymma, pessimistiska, otäcka och våldsamma berättarstilen som används i Watchmen för att på så sätt rättfärdiga sig själva eftersom de inte har särskilt mycket annat som talar för dem." Gibbons har sagt att även om läsarna lämnades med tanken att det var en grym och smutsig handling ser han själv serien som en underbar hyllning till superhjältar i allmänhet.

## Publicering och mottagande
När Moore och Gibbons lämnade in den första delen av Watchmen till DC var de anställda där helt chockerade. Gibbons sade att "det som verkligen fastställde det hela [...] var när Howard Chaykin, som inte är känd för att ge berömmelse särskilt ofta, gick fram till mig och sade 'Dave, vad du har gjort med Watchmen är för jävla bra.'" 1986 sade Moore att DC var väldigt stödjande under hela skapelseprocessen, till och med under de mest våldsamma scenerna. För att marknadsföra serien släppte DC en begränsad kortleksutgåva, på tiotusen exemplar, som innehöll seriefigurer och bilder från serien och även en replika av den blodstänkta gula smileyfiguren som bars av The Comedian. Mayfair Games introducerade två Watchmen-moduler (Who Watches the Watchmen? och Taking Out the Trash) till sin DC-rollspelsserie och dessa släpptes innan det att Watchmen var färdigpublicerad. Modulerna, som var godkända av Moore, beskriver detaljer och bakgrundshistorier om händelserna som äger rum 1966.
Watchmen publicerades under 1986 och 1987. Då serieupplagan var begränsad var den en kommersiell framgång och tack vare försäljningssiffrorna för serieromanen sålde DC under en kortare tid fler serietidningar än deras största konkurrent Marvel Comics. Seriens publicering stötte på förseningar och vid en tidpunkt var enbart tre delar färdigställda, istället för de sex delar som Wein kände var nödvändiga. Fler förseningar uppstod när de senare delarna tog mer än en månad att färdigställa. Bhob Stewart från The Comics Journal noterade under våren 1987 att del tolv, vilken enligt DC skulle ha släppts i april 1987, förmodligen inte skulle släppas förrän i juli eller augusti under samma år.
Efter att serien var färdigpublicerad samlades de enskilda delarna ihop och släpptes i ett samlingsalbum. Tillsammans med Batman – mörkrets riddare klassades Watchmen som en serieroman, vilket ledde till att DC och andra utgivare kunde sälja liknande samlingsalbum på ett sätt som associerade dem med romaner istället för serietidningar. I och med den publicitet som bland annat Watchmen fick började bokaffärer och bibliotek att tillägna speciella hyllor enbart för serieromaner. Serier som tidigare hade släppts blev därför ombedda att även de tryckas i formatet av ett samlingsalbum för att på så sätt kunna nå ut på denna marknad. 1987 publicerade Graphitti Design en specialutgåva av samlingsalbumet som innehöll 48 sidor extramaterial och under 2005 släppte DC Absolute Watchmen, vilket var en del av deras Absolute Edition-serie. Med hjälp av Gibbons innehöll Absolute Watchmen, utöver de 48 sidor extramaterial från Graphitti Design-utgåvan, även restaurerade teckningar av Higgins. Den 10 december 2008 publicerade DC den första delen av Watchmen till samma pris som den hade 1986, nämligen $1,50.
Watchmen har fått stark positiv kritik både från personer inom och utanför seriebranschen. Time, som kallade Watchmen för den bästa av sitt slag, har även benämnt serien som "en superlativ bedrift vad det gäller fantasi, där en kombination av sci-fi, politisk satir, anspelningar på äldre serier och djärva omarbetningar av det nuvarande grafiska formatet skapar en dysutopisk [sic] detektivroman." Tidskriften tog senare med Watchmen på sin lista Top 10 Graphic Novels. 1986 hamnade Watchmen på flera topp 10-listor under Comics Buyer's Guide Fan Awards, däribland Favorite Comic Book Story, Favorite Limited Comic Book Series, Favorite Comic Book och Favorite Direct-sales Only Title (Phil Seuling Award). 1987 mottog serieromanen utmärkelserna Best New Series och Best Finite Series under Jack Kirby Award. 1988 erhöll Watchmen Hugopriset i kategorin Other Forms och samma år vann serien även Eisnerpriset i kategorin Best Finite Series. 1992 mottog Watchmen Seriefrämjandets pris Urhunden i kategorin Föregående års bästa till svenska översatta seriealbum.

### Äganderättstvist

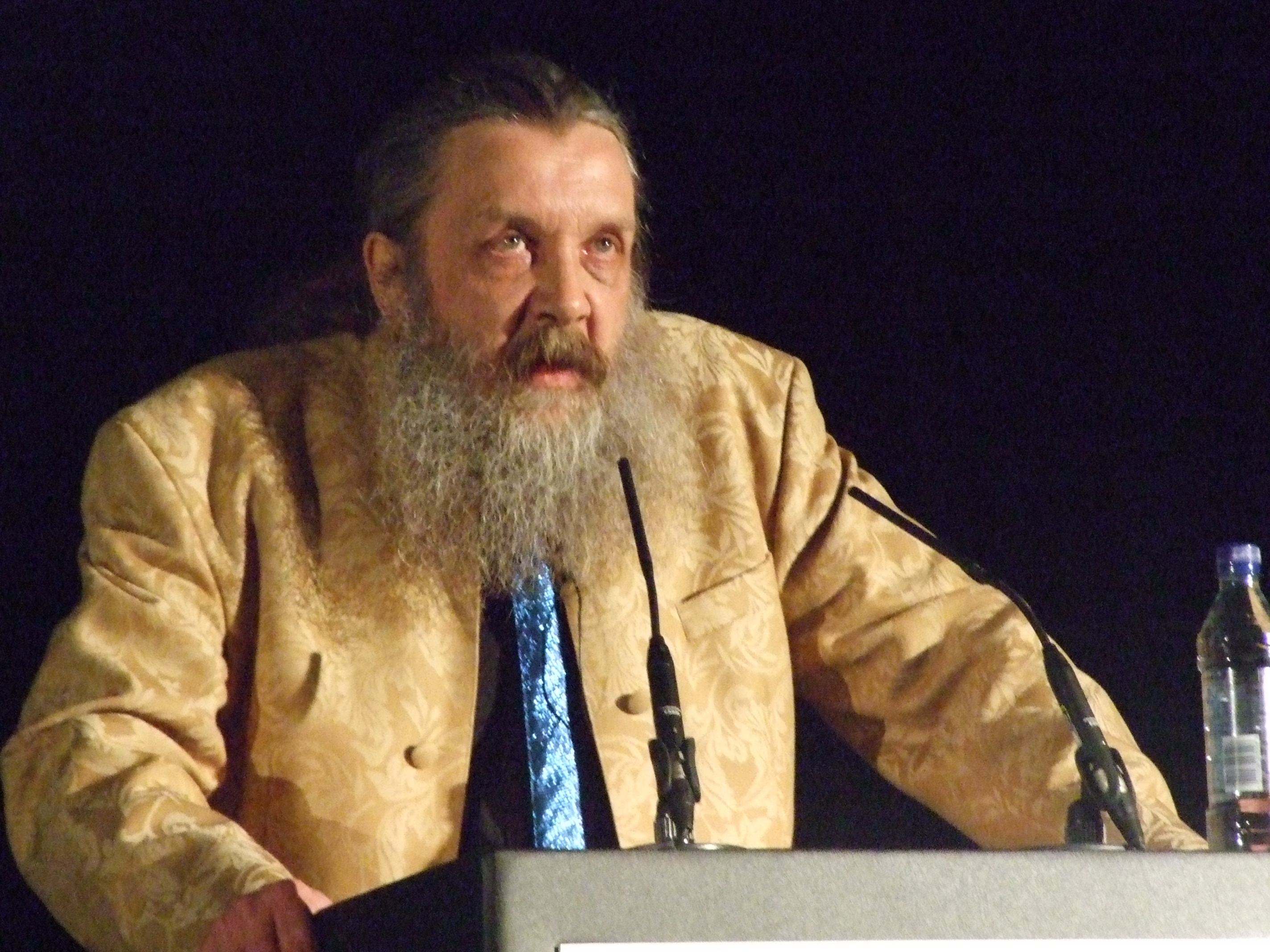
Det var mycket på grund av oenigheter angående äganderätten till berättelsen som Moore avslutade sitt samarbete med DC Comics.

Det var på grund av oenigheter angående äganderätten till berättelsen som Moore och DC slutligen gick skilda vägar. Då varken Moore eller Gibbons uppskattade DC:s anställningsform inkluderade de en sorts "tillbakagångsklausul" i deras Watchmen-kontrakt. 1985 sade Moore att "[s]åsom denna klausul fungerar, ifall jag förstår det rätt, är att DC äger berättelsen så länge de publicerar den och att denna rätt sedan återgår till Dave [Gibbons] och mig så att vi kan få in alla pengar från Slurpee-muggarna." Moore förklarade året efteråt att enligt vad han förstod gick äganderätten tillbaka till Gibbons och honom om DC inte hade använt Watchmen-figurerna på ett år. Moore och Gibbons fick åtta procent av intäkterna för Watchmen, men de har båda sagt att DC betalade dem en väsentlig summa pengar för att behålla rättigheterna för serieromanen. Moore har även sagt att generellt sett tillhör inte seriefigurerna vare sig honom eller Gibbons utan att de är fria för DC att använda och att han inte hade något emot detta så länge det ligger i DC:s intresse att behandla seriefigurerna med den värdighet de förtjänar.
Moore lämnade DC 1989 på grund av kontraktuella anledningar, främst gällande de kontrakt han hade med DC för Watchmen och V for Vendetta. Han sade att de tillbakagångsklausulerna han hade i kontrakten var meningslösa då DC aldrig hade tanken på att låta publiceringen av serierna upphöra. Moore ska ha sagt till DC att på grund av att de svindlade honom skulle han aldrig mer arbeta åt dem och han har kommenterat äganderätten till serierna med följande ord: "Jag är väldigt, väldigt stolt över de serier jag inte äger. Jag vill dock inte bli förknippad med dem mer då jag inte äger rättigheterna till dem längre [...]." Moore tog senare offentligt avstånd från DC:s planer att lansera en jubileumsutgåva, med tillhörande actionfigurer från DC Direct, av Watchmen under 2000. Moore sade att hans uppfattning av detta jubileum enbart visade på att det var 15 år sedan DC lyckades stjäla rättigheterna till Watchmen från honom och Gibbons. Kort därefter lade DC Direct ned sina planer på att skapa Watchmen-actionfigurer även om prototyperna av dessa hade visats upp under 2000. DC försökte bättra på sin relation med Moore, men Moore var inte intresserad och han sade att företaget inte hade behandlat honom rättvist gällande hans serieförlag America's Best Comics (vilket var ett dotterbolag till Wildstorm som DC hade köpt upp under 1998).

### Föregångare
I en intervju från 1985 sade Moore att om Watchmen togs emot med positiv kritik skulle han och Gibbons möjligtvis skapa en ny serieroman, även den med tolv delar, som skulle heta Minutemen och som skulle kretsa runt de ursprungliga superhjältarna från 1940-talet från Watchmen. DC erbjöd Moore och Gibbons chansen att publicera berättelser som utspelar sig innan handlingen i Watchmen, såsom Rorschach's Journal och The Comedian's Vietnam War Diary, samt att DC ville ge möjligheten till andra författare att använda sig av samma universum. Idén om The Comedian's Vietnam War Diary lades snabbt på is (eftersom serietidningen The 'NAM var populär under denna tid), men en annan idé som uppstod var, enligt Gibbons, ett slags "Nite Owl/Rorschach-lag". Dock kände varken Moore eller Gibbons att dessa idéer skulle ha lett någonvart, där Moore var särskilt orubblig vad det gällde att inga andra författare skulle få bygga vidare på Watchmen-universumet. Gibbons ansåg dock att idén om en Minutemen-serie inte var särskilt dum och att han hade tyckt det var intressant att se hur det hade artat sig i slutändan.
I en intervju från 2010 berättade Moore att DC hade erbjudit honom rättigheterna till Watchmen, men enbart om han gick med på att de kunde få skapa föregångare och uppföljare till serien. Moore svarade med att säga att om detta hade skett 10 år tidigare hade han kanske övervägt det, men att han i dagsläget inte ville få tillbaka rättigheterna till Watchmen, i alla fall inte under de krav som DC ställde. Två DC-anställda, Dan DiDio och Jim Lee, sade att de enbart ville återanvända de ikoniska seriefigurerna om deras berättelser höll den standard som Moore och Gibbons satte för närmare 25 år sedan.
Efter flera månader av rykten avslöjade DC i februari 2012 att sju stycken föregångsserier inom Watchmen-universumet skulle komma att publiceras inom en snar framtid. Dessa gick under namnet Before Watchmen och några av de involverade författarna och illustratörerna var J. Michael Straczynski, Brian Azzarello, Darwyn Cooke, Len Wein, Lee Bermejo, J.G. Jones, Adam Hughes, Andy Kubert, Joe Kubert och Amanda Conner. Gibbons gav projektet tummen upp medan Moore har sagt att hela idén var totalt skamlös och att han helst av allt hade sett att detta aldrig ägde rum. Den första delen ur serien, Before Watchmen: Minutemen, publicerades den 6 juni 2012 i USA. Andra delar ur serien är Before Watchmen: Silk Spectre, Before Watchmen: Comedian, Before Watchmen: Nite Owl, Before Watchmen: Ozymandias, Before Watchmen: Rorschach och Before Watchmen: Dr. Manhattan. Mitt under publiceringen utannonserades två nya delar i Before Watchmen-serien, nämligen Before Watchmen: Moloch och Before Watchmen: Dollar Bill. Publiceringen av Before Watchmen pågick fram till den 24 april 2013 i USA.

### Uppföljare

#### Doomsday Clock

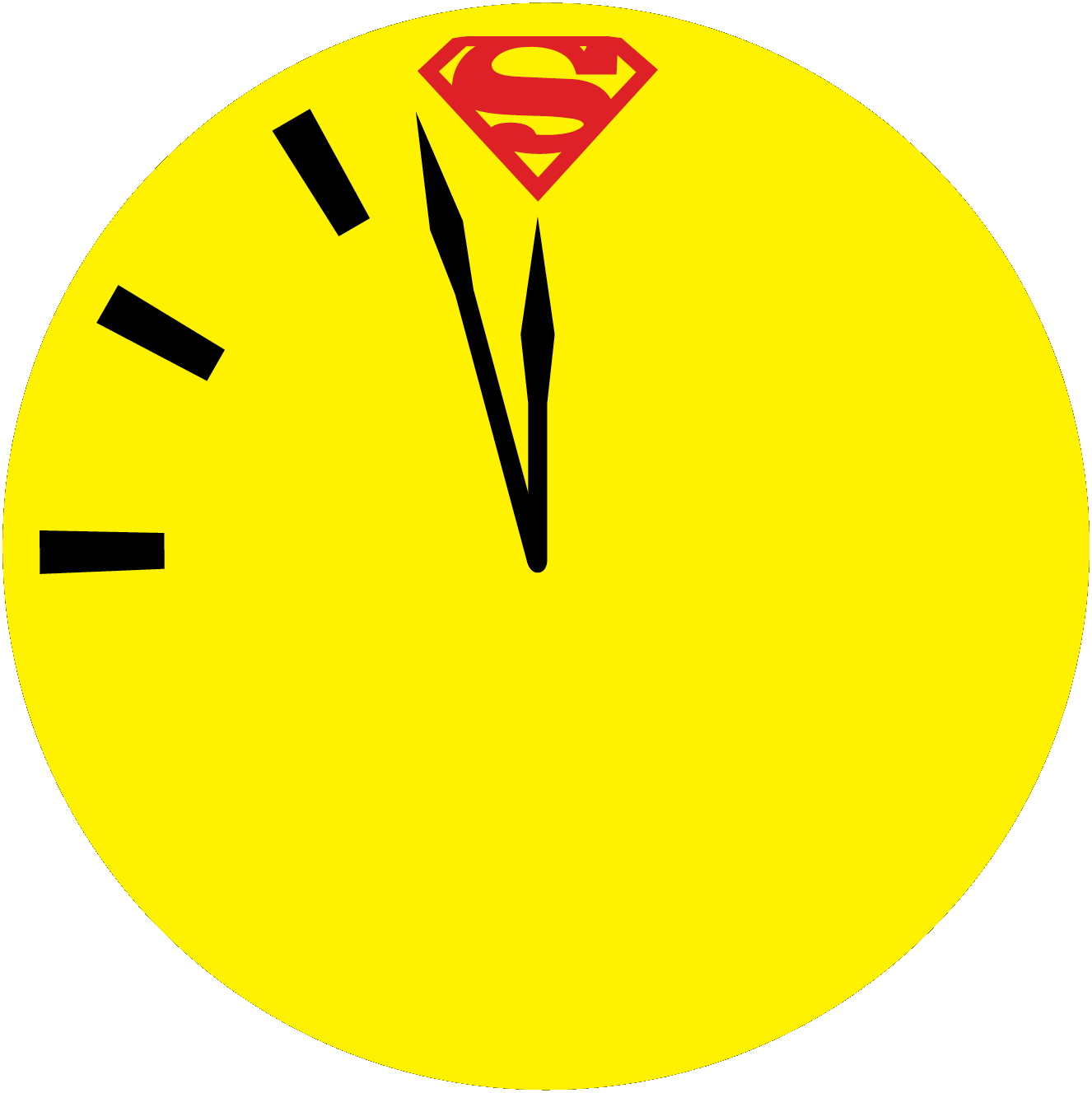
Marknadsföringsbilden på domedagsklockan med Stålmannens logotyp som utannonserades den 14 maj 2017 för Doomsday Clock.

Doomsday Clock skapades som en avslutning på händelseförloppet i DC Rebirth-kampanjen, som hade etablerats i The New 52-universumet, och fortsatte handlingen från engångspublikationen Rebirth Special #1 (2016) samt crossoverhändelserna "Superman Reborn", "The Oz Effect", and "The Button" (2017). Förutom detta är Doomsday Clock en uppföljare till Watchmen och serien introducerar seriefigurerna därifrån in i DC-universumet.
Doomsday Clock utannonserades den 14 maj 2017 tillsammans med en marknadsföringsbild på domedagsklockan, där tolvslaget illustrerades av Stålmannens logotyp. Serieskaparen Geoff Johns har sagt att även om serien innehåller flera seriefigurer ligger fokus på Stålmannen och Dr. Manhattan. Arbetslaget bakom serien hade en debatt i sex månader huruvida de skulle kombinera DC-universumet med Watchmen-universumet eller inte. Johns har även sagt att Doomsday Clock är en fristående berättelse, men att den ändå kommer att ha en inverkan på DC-universumet.
Det första seriealbumet publicerades den 22 november 2017 i USA. Från början var det tänkt att seriealbumen skulle publiceras en gång i månaden, med uppehåll i mars och augusti 2018, och därmed avslutas i december 2018. Dock ändrades detta i januari 2018 när det meddelades att publiceringen av serien istället skulle ha uppehåll i mars och april 2018 för att sedan börja publiceras varannan månad med start i maj detta år. Publiceringen av Doomsday Clock avslutades den 18 december 2019 i USA.

#### Rorschach
Rorschach publicerades i tolv delar som en sorts uppföljare till både serieromanen och TV-serien, där läsaren får följa The Detective när denne undersöker olika brott som begåtts av William "Wil" Myerson (alias Rorschach).
Det första seriealbumet publicerades den 22 november 2017 i USA av DC Comics imprint DC Black Label och det sista seriealbumet publicerades den 14 september 2021 i USA.

## Kulturella bearbetningar

### Filmer

#### Watchmen(2009)

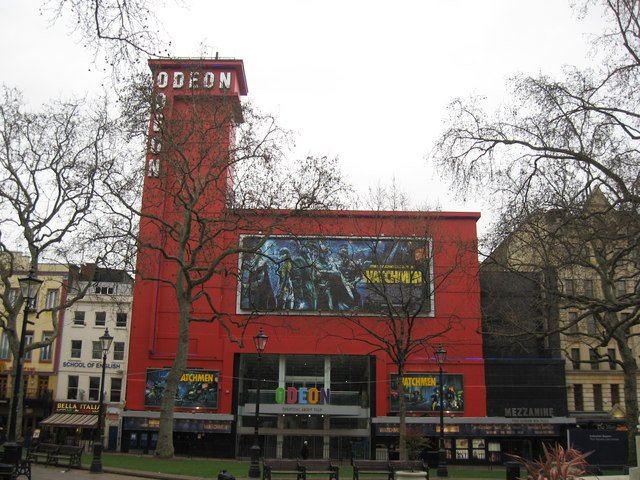
Watchmen när den visades på Odeon Leicester Square i London, England.

Sedan 1986, då Lawrence Gordon och Joel Silver skaffade filmrättigheterna för Watchmen åt Twentieth Century Fox, har det funnits flera försök att skapa en filmversion av serieromanen. Fox bad Moore att skriva ett filmmanuskript baserat på hans berättelse, men Moore tackade nej till detta. Istället tog Fox in manusförfattaren Sam Hamm som tog sig friheten att skriva om det komplicerade slutet till ett mer, enligt honom, hanterbart slut som inkluderade ett lönnmord och en tidsparadox. Fox valde att sälja filmidén 1991 och den köptes istället upp av Warner Bros., som utnämnde Terry Gilliam till regissör och Charles McKeown till manusförfattare. De använde delar av Rorschachs dagbok som en sorts berättarröst och återställde scener från serieromanen som Hamm hade tagit bort. Gilliam och Silver lyckades dock bara skrapa ihop $25 miljoner (vilket var en fjärdedel av vad de behövde i filmbudget), då deras tidigare filmprojekt hade övertrasserat budget. Gilliam övergav projektet eftersom han ansåg att Watchmen var ofilmbar och han har sagt att "[m]inska ner [berättelsen] till en två-två och en halv-timmars film [...] hade gjort att själva essensen av Watchmen hade försvunnit." Efter att Warner Bros. hade gett upp hoppet om filmprojektet försökte Gordon locka tillbaka Gilliam som regissör för att se om han var intresserad av att filmen gjordes via ett oberoende filmbolag istället. Ännu en gång tackade Gilliam nej, då han ansåg att serieromanen hade gjort sig bäst som en femtimmars miniserie.
I oktober 2001 påbörjades ett arbete mellan Gordon och Lloyd Levin samt Universal Studios, där de hyrde in David Hayter till att skriva manus och vara regissör för filmen. Dock uppstod meningsskiljaktigheter och alla tre lämnade Universal, där Gordon och Levin senare uttryckte sitt intresse för att ta filmkonceptet till Revolution Studios istället. Detta projekt höll emellertid inte hos Revolution Studios utan rann slutligen ut i sanden. Tidigt under 2002 spelades några scener in som innehöll seriefigurer från Watchmen och dessa scener kom med i dokumentärfilmen The Mindscape of Alan Moore. I juli 2004 tog Paramount Pictures över Hayters manus och de valde ut Darren Aronofsky som regissör. Gordon och Levin var kvar som producenter och de samarbetade nu även med Aronofskys kollega Eric Watson. Paul Greengrass tog över efter Aronofsky, då Aronofsky istället ville fokusera all sin kraft på filmen The Fountain. Slutligen valde även Paramount, precis som Fox gjort tidigare, att lägga ut filmidén till försäljning.
I oktober 2005 hade Gordon och Levin ett möte med Warner Bros. för att se om de var intresserade av filmidén ännu en gång. Warner Bros. var imponerade av Zack Snyders arbete med 300 och de valde att se om han var intresserad av att regissera Watchmen. Manusförfattaren Alex Tse blev nu också delaktig i projektet och han tog med sina favoritdelar ur Hayters manus, men valde även att återgå till att handlingen skulle utspela sig under det kalla kriget. Precis som Snyder hade gjort med 300 valde han att använda serieromanen som sitt storyboard. Han förlängde slagsmålsscenerna och han lade även till en bihandling om energiförsörjning för att på så sätt göra filmen mer aktuell. Även om Snyder från början sade att han inte skulle ändra någon av figurernas utseende valde han senare att ändå göra Nite Owl mer skrämmande och han gjorde även om Ozymandias dräkt till en parodi på dräkterna från filmen Batman & Robin. Efter att trailern för filmen hade haft premiär i juli 2008 sade DC:s dåvarande VD Paul Levitz att DC hade tryckt om Watchmen i en upplaga på 900 000 exemplar för att möta efterfrågan från marknaden, även om de räknade med att trycka om serieromanen i över 1 000 000 exemplar årligen. Även om Twentieth Century Fox till en början lämnade in en stämningsansökan mot Warner Bros., för att förhindra att filmen släpptes, valde Fox att senare gå med på en förlikning som gick ut på att de skulle få monetär ersättning för både denna film samt för alla möjliga uppföljare och spinoff-varianter i framtiden. Filmen släpptes slutligen i mars 2009 i Sverige.
Ett animerat segment av Tales of the Black Freighter skapades som en direkt till video-lansering och släpptes samma månad som filmen. Gerard Butler, som tidigare varit med i Snyders film 300, lånade ut sin röst till sjömannen i filmen. Watchmen-filmen släpptes på DVD fyra månader efter Tales of the Black Freighter och en annorlunda filmklippningsversion av filmen, kallad Watchmen: The Ultimate Cut, har även släppts där Tales of the Black Freighter är inklippt mellan scenerna ur den vanliga filmen. Utöver detta skrev Len Wein en berättelse anpassad för ett TV-spel om Watchmen, vars handling utspelar sig innan filmen, och detta spel går under namnet Watchmen: The End Is Nigh.
Gibbons var rådgivare på Watchmen-filmen medan Moore vägrade att ha någon som helst inblandning med filmen att göra (inte ens hans namn fick lov att nämnas). Moore har även sagt att han, precis som med V för Vendetta, inte har något intresse av att se filmen. Han berättade i en intervju från 2008 att "[d]et finns saker som vi gjorde med Watchmen som enbart fungerar i serieformatet och dessa saker var skapta på ett sådant sätt att de endast fungerar i det mediet." Även om Moore har sagt att Hayters manus var det manus han personligen tyckte var mest likt Watchmen hade han ändå inte tänkt se den filmen om den någonsin hade gjorts.

#### Animerad film
I april 2017 rapporterades det att Warner Bros. Animation arbetade med en animerad direkt till video-film baserad på Watchmen. Det framgick dock inte om Moore eller Gibbons hade varit delaktiga i produktionen. Sedan 2017 har inga fler nyheter gällande den animerade filmen framkommit.

### TV-serier

#### Watchmen: Motion Comic(2008–2009)
Åren 2008–2009 släppte Warner Bros. Entertainment en animerad kortfilmsserie under namnet Watchmen: Motion Comic som bestod av tolv stycken sammankopplade avsnitt på mellan 25 och 30 minuter, där alla dessa avsnitt både var baserade på och delar namn med de tolv delarna från Watchmen. Kortfilmsserien var producerad av Cruel and Unusual Films. Den första delen släpptes under sommaren 2008 på bland annat Itunes Store och serien släpptes på DVD i mars 2009, för att sammanfalla med premiären av Watchmen-filmen.

#### Watchmen(2019)
I oktober 2015 rapporterades det att HBO hade varit i samtal med Watchmen-filmens Snyder gällande en möjlig TV-serie baserad på Watchmen. I juni 2017 var Snyder inte längre kopplad till TV-serien utan istället hade Damon Lindelof tagit över och i september 2017 beställde HBO ett pilotavsnitt av Watchmen. Watchmen sändes den 20 oktober till 15 december 2019. Watchmen mottogs främst med positiva reaktioner, men Moore har uttryckt ett missnöje med TV-serien, även om han har vägrat att se den.

## Eftermäle

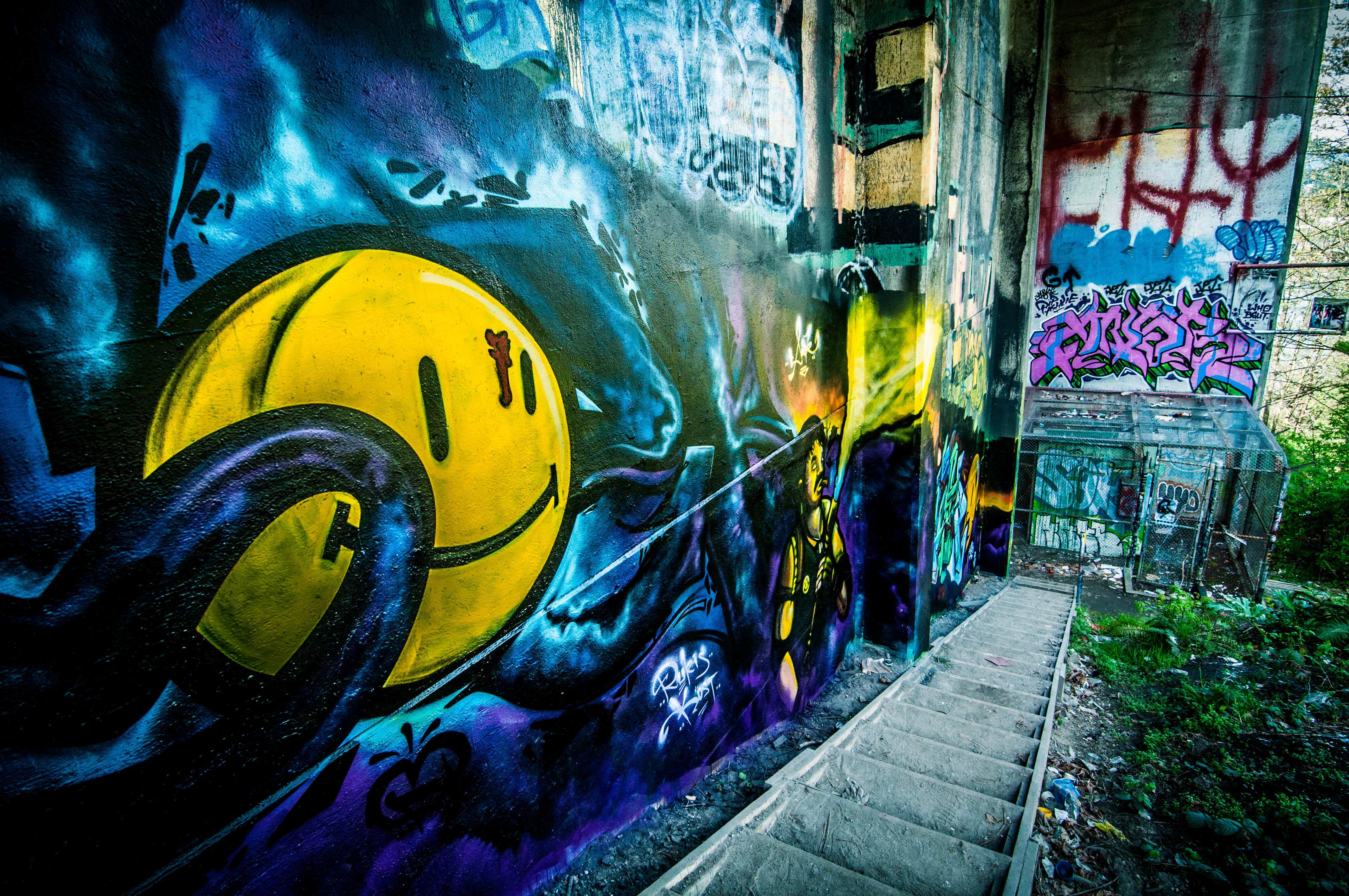
Graffitimålning föreställande den blodstänkta gula smileyfiguren. På bilden syns även The Comedian med en eldkastare.

Sedan Watchmen först släpptes har den fått mycket uppmärksamhet, främst för att vara en banbrytande serietidning. Författaren Robert Harvey skrev i sin bok The Art of the Comic Book: An Aesthetic History att med Watchmen "demonstrerade [Moore och Gibbons] kapaciteten med seriemediet för att på så sätt kunna berätta en sofistikerad berättelse som enbart kunde vara konstruerad som en serietidning." I sin recension av Absolute Watchmen skrev journalisten Dave Itzkoff från The New York Times att det mörka eftermälet från Watchmen "var säkerligen ett sådant som Moore aldrig hade avsikten att skapa, vars DNA finns inpräntat i de svarta bläckplumparna och de kala berättelser som blivit en sorts standard för vår tids superhjälteserier" och Itzkoff nämnde även att flera senare författare delar Moores intresse för brutalitet och hans vilja att vara banbrytande, men att de inte gör det på samma sätt som Moore själv.
The Comics Journal placerade 1999 Watchmen på plats 91 över de 100 bästa engelskspråkiga serietidningarna från 1900-talet. Watchmen kom även, som den enda serieromanen, med på Times lista från 2005 över de 100 bästa romanerna någonsin. Författaren Lev Grossman på Time beskrev berättelsen som "en pulshöjande, hjärtskärande läsning och en vattendelare i utvecklingen av ett ungt medium." Entertainment Weekly placerade 2008 Watchmen på plats 13 på sin lista över de 50 bästa romanerna som tryckts under de senaste 25 åren och de beskrev serieromanen som "[d]en bästa superhjälteserien någonsin och [att] den är ett bevis på att serietidningar är kapabla till att ha smarta, känslosamma berättelser som gör dem värdiga att klassas som litteratur." Författaren Lydia Millet från The Wall Street Journal skrev dock 2009 att även om hon tyckte att serien var välgjord ansåg hon inte den vara i samma klass som Chris Wares Acme Novelty Library eller vilket alster som helst av författaren Edward Gorey.
Watchmen var en av två serieromaner (den andra var Frank Millers Batman - mörkrets riddare) som inspirerade Vincent Connare till att skapa typsnittet Comic Sans; Gibbons har sagt att han anser att Comic Sans är ett riktigt rörigt och fult typsnitt. 2009 släppte Brain Scan Studios en parodi på Watchmen, kallad Watchmensch, som enligt författaren Rich Johnston berör debatten runt Watchmen, de kontraktuella meningsskiljaktigheterna och stämningsansökan av Fox. Watchmen var även inspirationen till en internetparodi gjord av Harry Partridge, kallad Saturday Morning Watchmen, som släpptes den 5 mars 2009. Både Moore och Gibbons har sett parodivideon och har sagt sig uppskatta den. Moore gjorde ett gästframträdande i Simpsons-avsnittet "Husbands and Knives" från 2007. I detta avsnitt förekommer den fiktiva titeln Watchmen Babies in V for Vacation, vilket är en parodi på två av Moores mest kända verk: Watchmen och V for Vendetta. Watchmen är även en av de serieromaner som syns som hastigast i filmatiseringen av Batman – mörkrets riddare och den har parodierats åtminstone tre gånger i TV-serien Robot Chicken: i avsnittet "President Hu Forbids It" från säsong 4 (2009), i avsnittet "Immortal" från säsong 6 (2013) och i avsnittet "Cheese Puff Mountain" från säsong 8 (2015).